# Rutilia cingulata
Rutilia cingulata là một loài ruồi trong họ Tachinidae.